# Charlene de Carvalho-Heineken
Charlene de Carvalho-Heineken (Amsterdã, 30 de junho de 1954) é uma empresária holandesa. Herdeira de 25% do conglomerado Heineken quando seu pai morreu, Freddy Heineken, é uma das integrantes do conselho acionista do grupo.
Em maio de 2018, foi listada no Jornal Sunday Times como a mulher mais rica do Reino Unido com uma fortuna de £11.1 bilhões. No início de novembro de 2022, a revista de negócios neerlandesa Quote, que publica uma lista das 500 pessoas mais ricas dos Países Baixos, colocou Charlene de Carvalho-Heineken em primeiro lugar na lista.
É casada com Michel de Carvalho, filho de um diplomata brasileiro.